# North Browning
North Browning é uma Região censo-designada localizada no estado americano de Montana, no Condado de Glacier.

## Demografia
Segundo o censo americano de 2000, a sua população era de 2200 habitantes.

## Geografia
De acordo com o United States Census Bureau tem uma área de
7,6 km², dos quais 7,6 km² cobertos por terra e 0,0 km² cobertos por água.

## Localidades na vizinhança
O diagrama seguinte representa as localidades num raio de 36 km ao redor de North Browning.